# Danyon Loader
Danyon Loader (Nueva Zelanda, 21 de abril de 1975) es un nadador neozelandés retirado especializado en pruebas de estilo libre, donde consiguió ser campeón olímpico en 1996 en los 200 y 400 metros.

## Carrera deportiva
En los Juegos Olímpicos de Barcelona 1992 ganó la medalla de plata en los 200 metros mariposa, con un tiempo de 1:57.93 segundos, tras el estadounidense Melvin Stewart que batió el récord olímpico con 1:56.26 segundos.
Cuatro años después, en las Olimpiadas de Atlanta 1996 ganó el oro en los 200 y 400 metros estilo libre.